# Melč
Melč (český název rodu m., řidčeji ž.; německy Meltsch) je obec v okrese Opava v Moravskoslezském kraji. Žije zde 677 obyvatel.
Ve vzdálenosti sedm kilometrů jižně leží město Vítkov, patnáct kilometrů severovýchodně statutární město Opava, osmnáct kilometrů jižně město Fulnek a dvacet kilometrů jižně město Odry.

## Název
Původní podoba jména vsi byla (v mužském rodě) Meleč a byla odvozena od osobního jména Melek, což byla domácká podoba jména Melichar. Původní význam místního jména tedy byl "Melkův majetek". Podoba Melč vznikla z nepřímých pádů (Melče, Melči atd.).

## Historie
První písemná zmínka o obci pochází z roku 1377.
Melčský zámek byl v první polovině 19. století přestavěn do empírové podoby a dnes slouží jako dětský domov.
Místní kostel svatého Antonína Paduánského, od roku 1988 kulturní památka, byl přestavěn v novogotickém slohu podle projektu opavského rodáka Josefa Marii Olbricha, významného architekta známých secesních staveb mimo jiné ve Vídni (Pavilon Secese) a v Darmstadtu (Svatební věž).

## Obyvatelstvo
| Rok            | 1869  | 1880  | 1890  | 1900 | 1910 | 1921 | 1930 | 1950 | 1961 | 1970 | 1980 | 1991 | 2001 | 2011 | 2021 |
| -------------- | ----- | ----- | ----- | ---- | ---- | ---- | ---- | ---- | ---- | ---- | ---- | ---- | ---- | ---- | ---- |
| Počet obyvatel | 1 035 | 1 104 | 1 020 | 997  | 909  | 845  | 889  | 643  | 774  | 762  | 680  | 645  | 618  | 648  | 652  |
| Počet domů     | 158   | 218   | 174   | 167  | 166  | 212  | 187  | 223  | 174  | 163  | 157  | 182  | 189  | 194  | 206  |

## Obecní správa

### Obecní symboly
Znak a vlajka byly obci uděleny rozhodnutím předsedy Poslanecké sněmovny Parlamentu České republiky dne 13. května 2003.

## Pamětihodnosti
- Zámek Melč
- Kostel svatého Antonína Paduánského

## Osobnosti
- William Markowitz (1907–1998), americký astronom

## Galerie

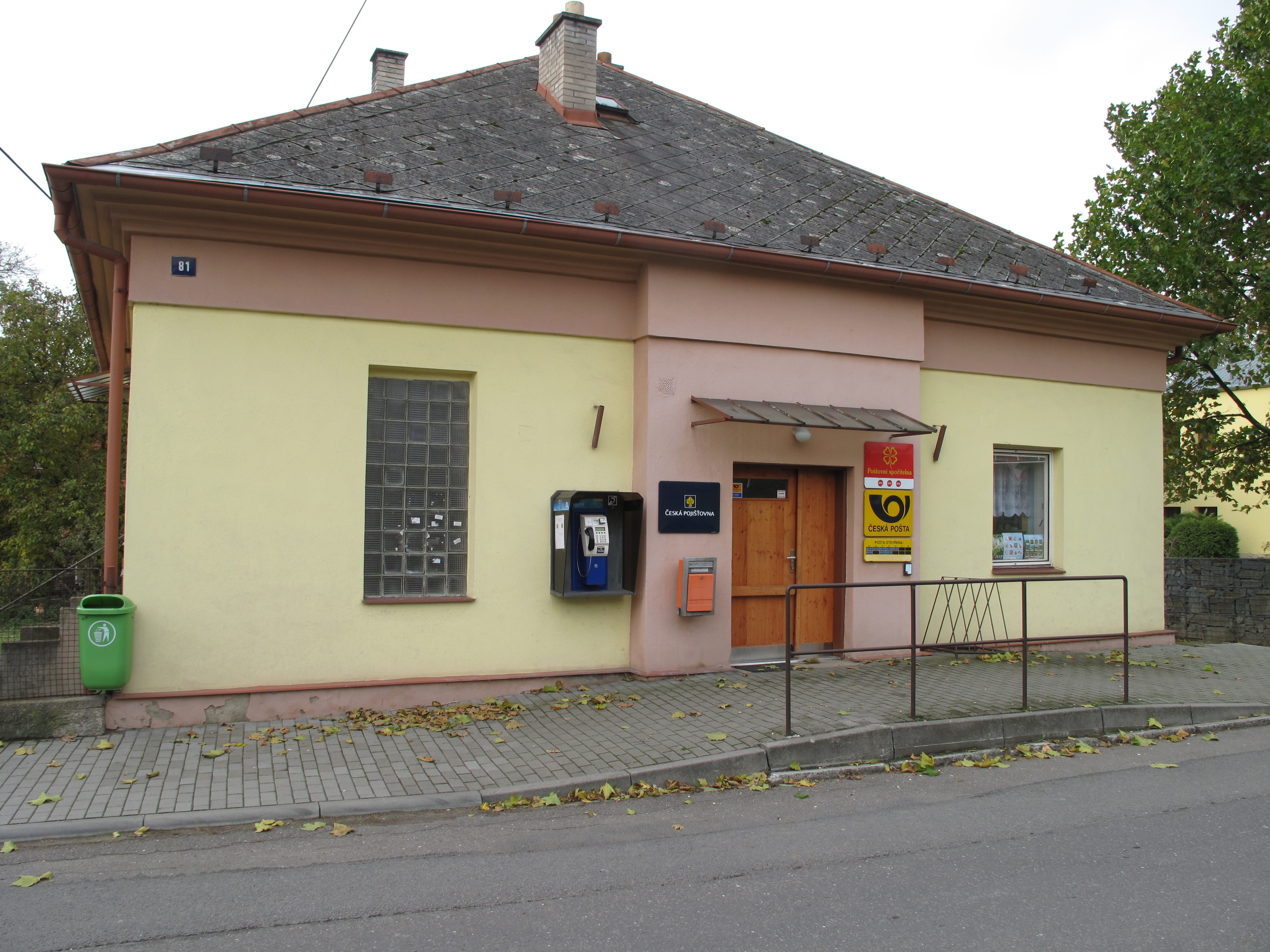
Pošta
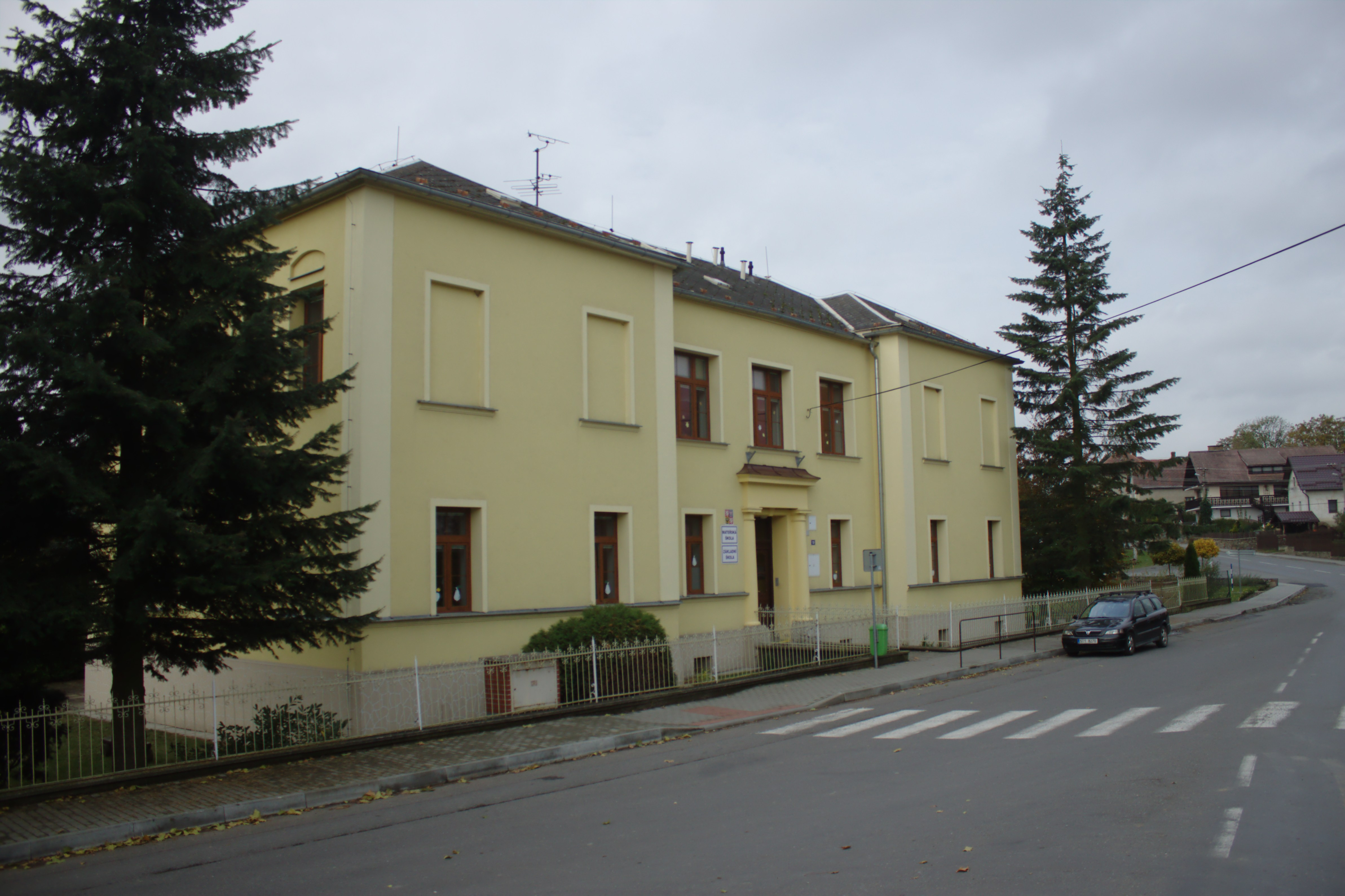
Mateřská škola
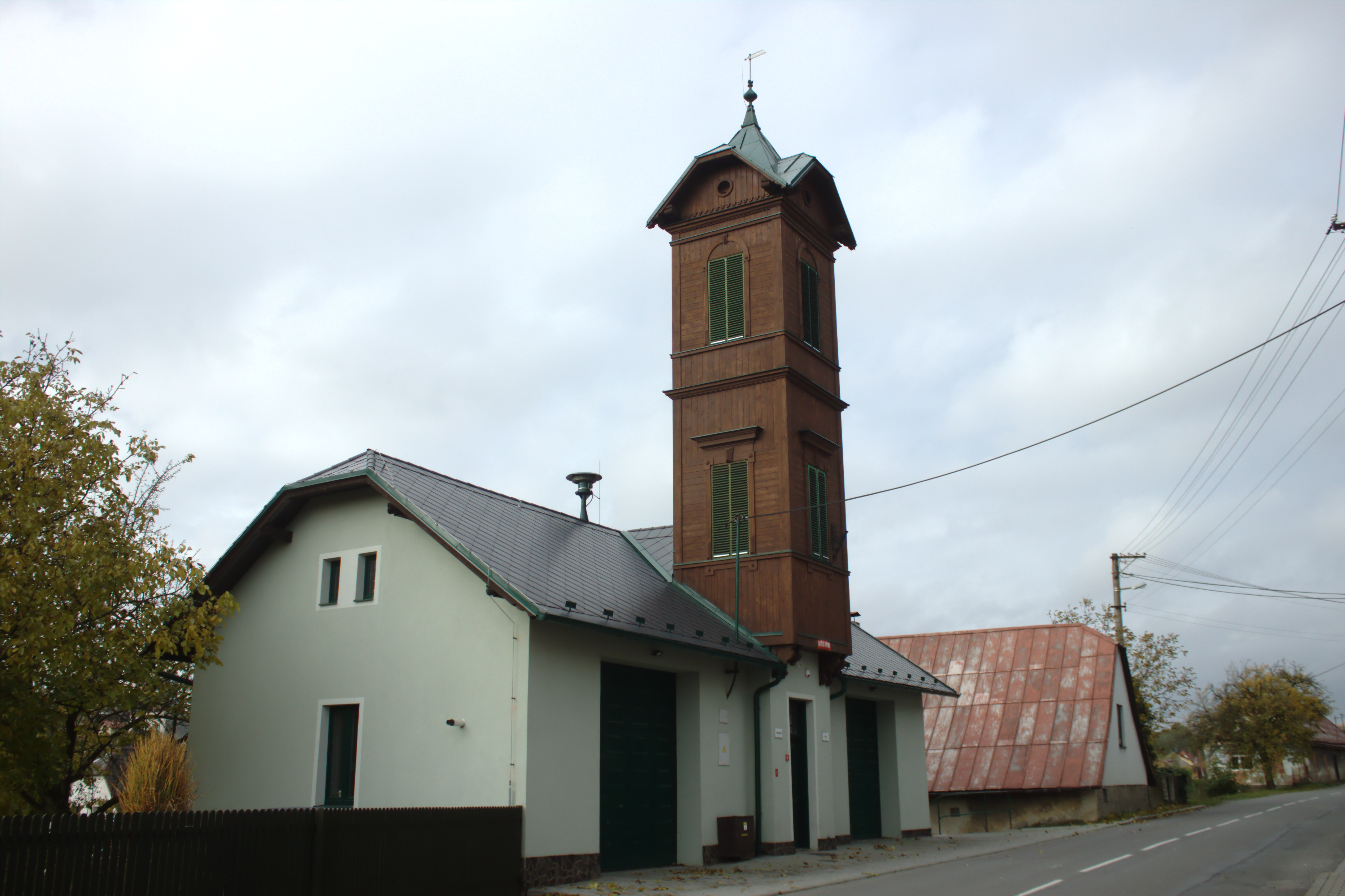
Hasičská zbrojnice
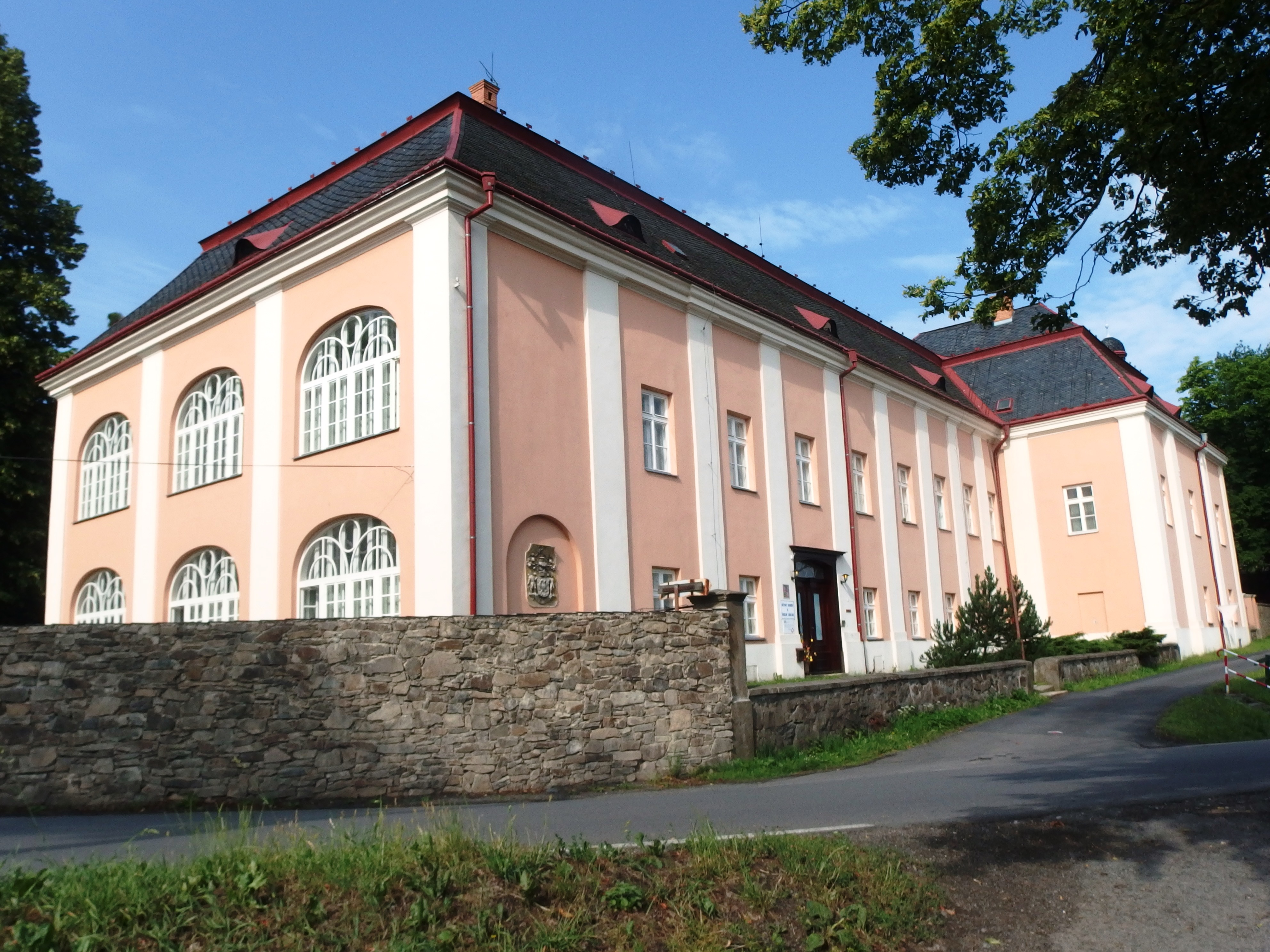
Zámek, dnes dětský domov